# Collanges
Collanges é uma comuna francesa na região administrativa de Auvérnia-Ródano-Alpes, no departamento Puy-de-Dôme. Estende-se por uma área de 4,4 km². Em 2010 a comuna tinha 159 habitantes (densidade: 36,1 hab./km²).